# النور الداخلي (أغنية البيتلز)
النور الداخلي (بالإنجليزية: The Inner Light)‏ هي أغنية لفريق الروك الإنجليزي «البيتلز»، كتبها جورج هاريسون. تم إصدارها كأغنية منفردة وعلى الوجه الثاني لأغنية «ليدي مادونا Lady Madonna» في مارس 1968. كانت الأغنية هي أول أغنية لهاريسون يتم إصدارها على أسطوانة منفردة لفريق البيتلز وتعكس إحتضان الفرقة للتأمل التجاوزي، الذي كانوا يدرسونه في الهند على يد المعلم  «مهاريشي ماهش يوغي» في وقت إصدار الأغنية. كتب هاريسون أثناء وجوده مع فريق البيتلز، ثلاثة أغنيات متأثرا بالتعاليم والموسيقى الهندية هي: «انا أيضا احبك Love You To» و «بك و بدونك» و «النور الداخلي».

## طاقم العزف والتسجيل
جورج هاريسون: غناء رئيسي وتوجيه.
جون لينون: غناء هارموني.
بول مكارتني: غناء هارموني.
آشيش خان: سارود.
هانومان جاديف: شحناي.
هاريبراساد تشوراسيا: بانسوري.
ماهابوروش ميسرا: باخافاج.
ريجرام ديساد: هارمونيوم.
الطبلة تارانج لعازف غير معلوم.

## كلمات الأغنية
بدون الخروج من بابي Without going out of my door
أستطيع أن أعرف كل شيء على الأرض I can know all things on earth
بدون النظر من نافذتي Without looking out of my window
يمكنني معرفة طرق الجنة I could know the ways of heaven
أبعد ما يسافر المرء The farther one travels
أقل ما يعرفه المرء The less one knows
أقل ما يعرفه المرء حقًا The less one really knows
بدون الخروج من بابك Without going out of your door
يمكنك معرفة كل شيء على الأرض You can know all things on earth
دون النظر من نافذتك Without looking out of your window
يمكنك معرفة طرق الجنة You can know the ways of heaven
أبعد ما يسافر المرء The farther one travels
أقل ما يعرفه المرء The less one knows
أقل ما يعرفه المرء حقًا The less one really knows
الوصول دون السفر Arrive without traveling
شاهد كل شيء دون النظر See all without looking
إفعل كل شيء دون فعل Do all without doing

## وصلات خارجية
https://www.songfacts.com/facts/the-beatles/the-inner-light النور الداخلي (أغنية البيتلز)
https://www.beatlesbible.com/songs/the-inner-light/ النور الداخلي (أغنية البيتلز)
https://www.youtube.com/watch?v=7oSuzEqHOcE النور الداخلي (أغنية البيتلز)